# Rukla
Rukla (ryska: Рукла) är en ort i Litauen.   Den ligger i kommunen Jonavos rajono savivaldybė och länet Kaunas län, i den centrala delen av landet, 70 km nordväst om huvudstaden Vilnius. Rukla ligger 66 meter över havet och antalet invånare är 2 376.
Terrängen runt Rukla är platt. Runt Rukla är det ganska tätbefolkat, med 58 invånare per kvadratkilometer. Närmaste större samhälle är Jonava, 6,8 km nordväst om Rukla. I omgivningarna runt Rukla växer i huvudsak blandskog.